# Norbert Wiener
Norbert Wiener (26. listopadu 1894 – 18. března 1964) byl americký matematik a filozof, který je považován za zakladatele kybernetiky. Toto slovo použil ve své knize Kybernetika aneb Řízení a sdělování u organismů a strojů. Věnoval se teorii pravděpodobnosti a náhodným procesům. Také se zabýval lineárními prostory, topologií, teorií potenciálu, teorií čísel, teorií integrálu, analytickými funkcemi.

## Životopis

### Dětství a studium
Narodil se ve městě Columbia ve státě Missouri jako první dítě ruských židovských emigrantů Lea a Berthy Wienerových. Otec byl profesorem slovanských jazyků na Harvardu, silná a svérázná osobnost, která svému synovi poskytla nekonvenční vzdělání. Norbert byl zázračné dítě – ve čtyřech letech uměl číst, od sedmi let četl různé vědecké knihy. Otec jej vyučoval doma podle svých zásad a usměrňoval jeho zájem k matematice, přírodním vědám a jazykům. V roce 1901 krátkou dobu navštěvoval školu. V roce 1903 se vrátil do školy a v roce 1906 maturoval na Ayer High School.
V září 1906, to mu bylo jedenáct let, nastoupil ke studiu matematiky na vysokou školu (Tufts College). V roce 1909 obdržel bakalářský titul a nastoupil na Harvard. Na Harvardu studoval zoologii, ale v roce 1910 se přesunul na Cornellovu univerzitu, kde začal studovat filozofii, další rok se vrátil na Harvard, kde pokračoval ve studiu filozofie. Wiener se stal v osmnácti letech doktorem filozofie na Harvardu v roce 1912 za disertaci související s matematickou logikou.
Získal stipendium a z Harvardu odešel do Anglie na Cambridge, kde jeho učiteli byli Bertrand Russell a G. H. Hardy. V roce 1914 studoval v Göttingenu v Německu, kde jej vedli David Hilbert a Edmund Landau. Poté se vrátil na Cambridge a později zpět do USA. V té době se věnoval hlavně aplikaci matematických pojmů na problémy, které vznikají ve fyzikálním světě.
V letech 1915 až 1916 učil kurzy filozofie na Harvardu, pracoval pro General Electric a potom spolupracoval v Albany s Encyclopedií Americana. Po vstupu USA do války v r. 1917 pro špatný zrak nemohl narukovat, ale později pracoval v oblasti balistiky v Aberdeen Proving Ground ve státě Maryland při výpočtech dělostřeleckých tabulek. V Marylandu zůstal až do konce války a nějakou dobu se živil psaním článků do novin.

### Práce v MIT
V roce 1919 získal místo jako učitel matematiky na MIT (poté co byl odmítnut na University of Melbourne). Zde se začal definitivně formovat jeho zájem o fyzikální stránku matematiky. Jeho první prací zde bylo zkoumání Brownova pohybu, což je náhodný pohyb mikroskopických částic v kapalném nebo plynném médiu. Své závěry publikoval v r. 1920 v časopise The Proceeding of the National Academy od Sciences. Rozvinul harmonickou analýzu funkcí komplexní proměnné, teorii potenciálu, použití Fourierových řad. Vědecky se zabýval teorií pravděpodobnosti a studoval matematické řady, především Fourierovy, a Fourierův integrál. Zabýval se už tehdy teorií komunikace, což podle jeho vlastních slov bylo podstatou kybernetiky, kterou označil jako statistické přiblížení k teorii komunikace. Během práce pro MIT často cestoval po Evropě. Na svých cestách navázal kontakty s mnoha vědci a osobnostmi, s nimiž i později spolupracoval na řešení vědeckých úkolů a získával podněty pro svou práci. Své práce v MIT si velmi vážil, neboť, jak sám psal ve svých pamětech, „dala mu odvahu k práci a svobodu k myšlení". Zůstal zde až do konce života.
V r. 1920 navštívil mezinárodní matematický kongres ve Štrasburku, dalších letech přednášel v Anglii, Francii a Německu.
V r. 1926 se oženil s německou emigrantkou, učitelkou jazyků, Margaret Engemannovou. Na stipendium Guggenheimovy nadace odjel i s manželkou do Evropy, kde se na univerzitě v Göttingenu věnoval studiu kvantové teorie, Tauberových teorémů a teorie čísel. V r. 1927 se vrátili do USA a pořídili si dům v East Sandwich na letní pobyty, který si velmi oblíbili. Měli dvě dcery Barbaru (1928) a Peggy (1929).
Na MIT se věnoval v té době výuce, vědecky se zabýval čistou a užitou matematikou a diferenciálními rovnicemi. Stále více jej zajímalo využití matematiky pro elektrotechnické obory a číslicové počítače, analýza elektrických obvodů. Wiener při řešení matematických problémů předvídal jejich fyzikální a technické využití. S mladým matematikem V. Bushem spolupracoval na vývoji počítacích strojů. V r. 1929 se stal výpomocným profesorem na MIT a v r. 1931 řádným profesorem.
Rok 1932 strávila celá rodina v Evropě. Wiener přednášel v Cambridgi a na závěr pobytu uspořádal přednáškové turné v mnoha evropských městech, mj. také v Praze. Z jeho pobytu byl v r. 1933 formulován teorém Wiener-Paleyův, týkající se harmonické analýzy. Po návratu do Bostonu se v r. 1933 Wiener byl jmenován členem akademie věd (National Academy of Sciences), ale na tuto funkci rezignoval v r. 1941, protože v činnosti této instituce neviděl přínos pro vědeckou práci. V tomtéž roce získal Bôcherovu cenu za teorii Tauberových teorémů, týkající se opět harmonické analýzy. Vyšla jeho kniha Fourierovy transformace v komplexní sféře. Ve školním roce 1935-6 učil na univerzitě v Pekingu, kde se věnoval také projektování elektrických obvodů pro analogové počítače.

### Válečná léta
V období druhé světové války pracoval na teorii predikce stacionárních časových řad, kterou použil pro řízení protiletadlového dělostřelectva. Své poznatky publikoval v knize o časových řadách, extrapolaci a interpolaci. Práce našla širší využití i ve sdělovací technice a dalších vědách (meteorologie, ekonometrie). Při vývoji prediktoru ve spolupráci s J. Bigelowem se jim podařilo najít metodu odstraňující nežádoucí šum při získávání nějakého signálu – to mělo nemalý význam pro sdělovací techniku i pro zdokonalení radaru.
Důležité bylo jeho seznámení s mexickým fyziologem A. Rosenbleuthem, které vedlo k navázání mezinárodní spolupráce v oblasti využití matematiky, především sdělovací teorie, ve fyziologii. V r. 1944 odjel do Mexika, kde se zabýval aplikací moderních matematických technik na studium nervového systému jakožto komunikačního problému. Rozvinutí základních poznatků teorie komunikace a základy kybernetiky vznikly právě v důsledku války. Wiener si uvědomil, že operátor řídící protiletadlový systém je součástí celého řídicího mechanismu, mezi jehož biologickými a mechanickými částmi funguje zpětná vazba. To ho vedlo k mnohem podrobnějšímu studiu biologie. Počítač viděl jako určitou formu sdělovacího přístroje a srovnával ho s lidským mozkem a nervovým systémem. Wiener sám pak kybernetiku definoval jako vědu o řízení a sdělování v živých organismech, společnosti a strojích. Na druhé straně si ale uvědomil nebezpečí, které může vzniknout zneužitím takovéhoto systému.
Nezapojil se do přípravy atomové bomby a nesouhlasil s jejím použitím proti civilnímu obyvatelstvu v Japonsku. Uvědomoval si, že omezená skupina lidí může ohrozit miliony lidí absolutní destrukcí, aniž sama nese nějaké riziko.

### Život po válce
V roce 1948 vydal Wiener knihu s názvem Kybernetika aneb řízení a přenos informací v živém organismu a ve stroji, v níž odhalil a formuloval zákonitosti při přenosu a zpracování informací. Objasnil podobnost v činnosti počítacích strojů a nervové soustavy. Kniha, která vznikla na zakázku pařížského nakladatele Freymana, vzbudila pozornost na celém světě. V roce 1950 napsal populárnější výklad kybernetiky pro širší veřejnost pod názvem Kybernetika a společnost.
Začátkem padesátých let absolvoval operaci šedého zákalu a zrak se mu zhoršil natolik, že další práce musel diktovat sekretářkám. V r. 1953 napsal první svazek svých pamětí Ex-prodigy o dětství a mládí zázračného dítěte. Druhá část pod názvem I am Mathematician vyšla v r. 1956. Psal také beletrii (román The Tempter -Pokušitel).
Stále přednášel a cestoval. Zabýval se problematikou automatizace výroby a jejími dopady na společnost. Pracoval na problému predikce několikanásobné časové řady. Jako stipendista Fullbrightovy nadace v r. 1950 přednášel ve Francii, v r. 1953 na pozvání indické vlády absolvoval přednáškové turné v Indii. V dalších letech navštívil také Japonsko, Holandsko, Itálii. V r. 1961 byl hostem ČSAV v Praze, kde přednesl několik odborných přednášek. Zemřel na infarkt během pracovního pobytu ve Stockholmu v roce 1964. Pohřben je v East Sandwich (USA, stát New Hampshire).
Známý je jeho výrok: "Vědec, který nikdy nešel nesprávnou cestou, je pravděpodobně přespříliš opatrný na svou pověst. Nelze se jenom vyhýbat chybám, zvláště ne na počátku práce, kdy jde především o přístup k řešení problému."

## Ocenění
Wiener dostal Bôcher Memorial Prize v roce 1933.
V roce 1967 byla ústavem matematiky MIT na památku Norbertha Wienera udělena Wienerova cena za aplikovanou matematiku, která je dodnes udělována Americkou matematickou společností a Společností pro průmyslovou a aplikovanou matematiku. 

## Publikace
- 1948 Cybernetics or the Control and Communication in the Animal and the Machine
- 1950 The Human Use of Human Beings (český překlad vyšel v roce 1963 pod názvem Kybernetika a společnost)
- 1953 Ex-Prodigy: My Childhood and Youth
- 1956 I am a Mathematician (český překlad vyšel v roce 1970 pod názvem Můj život - Norbert Wiener), je zde zmínka o jeho setkání s Masarykem.
- 1958 Nonlinear Problems in Random Theory
- 1959 The Tempter
- 1964 God & Golem, Inc.: A Comment on Certain Points Where Cybernetics Impinges on Religion - román

## Zajímavosti

### Osobnost

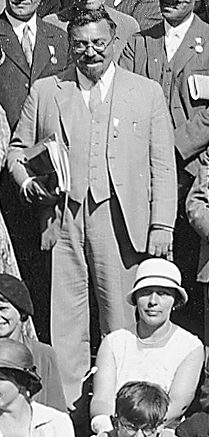
Norbert Wiener s manželkou na mezinárodním kongresu matematiků, Curych 1932

Norbert Wiener byl nepraktický a roztržitý člověk, který v běžných věcech spoléhal na své blízké, především manželku. Byla mu životní oporou a jistotou. Jedna z historek uvádí, že po přestěhování netrefil z práce do nového domu a jelikož to jeho manželka předpokládala, poslala dceru otci naproti k bývalému bydlišti, kde ho také našla. Ve svém soukromí rád trempoval, miloval venkov a přírodu; zde mu dělala hlídku jeho manželka, která ho ochraňovala před dotěrnou veřejností a novináři.
Jeho přednášky byly často nesrozumitelné, odbíhal od tématu a říkal, co ho zrovna napadlo. Byl také špatným posluchačem a při přednáškách svých kolegů občas usnul. Ovládal více než deset jazyků. Snažil se vždy naučit jazyk země, kde pobýval delší dobu (např. dánština, čínština). Sám tvrdil, že člověk nepochopí národ, pokud neovládne jeho jazyk.

### Wiener a Masaryk
V r. 1902 navštěvoval Lea Wienera, známého učitele slovanských jazyků, za svého pobytu v USA Tomáš Garrigue Masaryk. V roce 1932 přijal jeho syna Norberta Wienera s rodinou na zámku v Lánech již jako prezident ČSR. Wiener vzpomíná na starého prezidenta v jezdeckém obleku, který mu doporučil jízdu na koni pro zlepšení fyzické kondice. Diskutovali o situaci v Evropě a vyjádřili obavy z nacismu v Německu.